# 오타니 다케히로
오타니 다케히로(일본어: 大谷 武大, 1980년 12월 6일 ~ )는 일본의 전 축구 선수이다.

## 구단 경력
과거 미토 홀리호크에서 활동하였다.